# 海の不思議
「海の不思議」（うみのふしぎ）は、詩人の川崎洋が作詞、多くの合唱曲を手掛けた平吉毅州が作曲した合唱曲。混声三部版と女声三部版がある。
1989年のNHK全国学校音楽コンクール中学校の部の課題曲として作られた。中学校での合唱コンクールなどで歌われることが多い。